# Język kongo-suahili
Język kongo-suahili (kongijski suahili, kongijsko-suahilski, kingwana, suahili zairski) – język z grupy suahili używany przez 1000 osób rdzennej ludności w Demokratycznej Republice Konga, gdzie ma status języka narodowego. Uważany za wariant makrojęzyka suahili. Spotykany jest w prowincjach: Katanga, Północne Kivu, Południowe Kivu i Maniema. Nie należy mylić go z językiem kongo.

## Dialekty
- ituri kingwana
- lualaba kingwana
- katanga suahili
- kivu suahili